# Międzynarodowy Zlot Harcerzy i Skautów z basenu Morza Bałtyckiego
Międzynarodowy Zlot Harcerzy i Skautów z basenu Morza Bałtyckiego – zlot harcerski zorganizowany przez Okręg Pomorski ZHR w dniach 26 lipca - 2 sierpnia 1997 roku na terenach dawnego poligonu w Gdańsku - Jasieniu, z okazji 1000-lecia miasta Gdańska. W zlocie poza harcerkami i harcerzami z ZHR wzięli udział skauci z Białorusi, Estonii, Francji, Holandii, Kanady, Litwy, Niemiec, Norwegii, Węgier, w łącznej liczbie ponad 500 osób. Oficjalnie organizacja zlotu spotkała się z krytyką WOSM, która odradzała swym członkom udziału w przedsięwzięciu organizowanym przez organizację niezrzeszoną w Światowej Organizacji Ruchu Harcerskiego.
Komendantem zlotu był hm. Maciej Karmoliński.